# Eyprepocnemis hokutensis
Eyprepocnemis hokutensis är en insektsart som beskrevs av Tokuichi Shiraki 1910. Eyprepocnemis hokutensis ingår i släktet Eyprepocnemis och familjen gräshoppor. Inga underarter finns listade i Catalogue of Life.